# 汉堡港

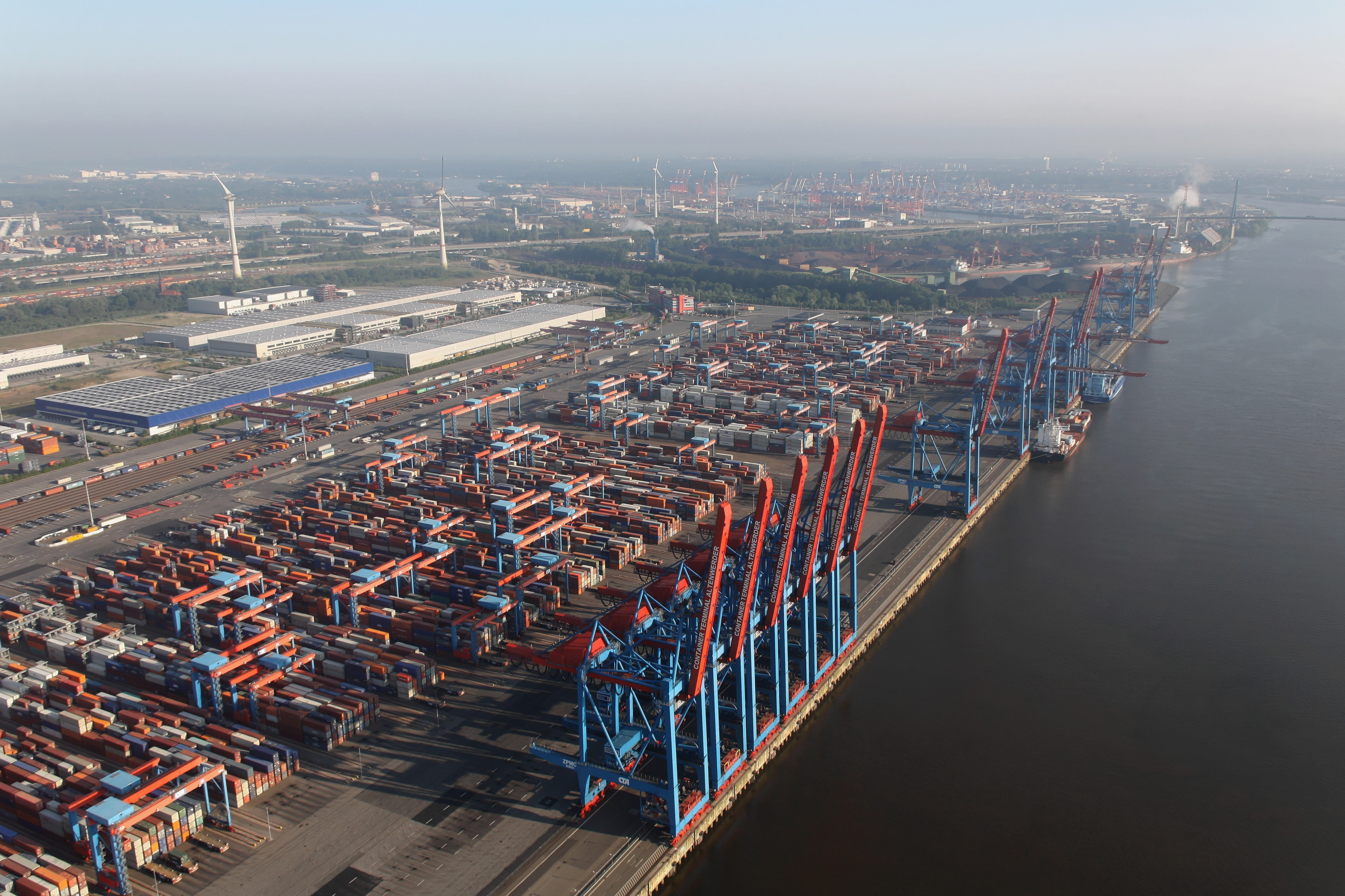
汉堡港的集装箱

汉堡港（德語：Hamburger Hafen），位於德国汉堡，是世界上最大的港口之一，亦是德國的最大港。距离易北河在北海的出海口110公里。
漢堡港是歐洲的第二大港口（僅次於鹿特丹），也是全球第19大港口，港口面積達73.99平方公里（可用面積為64.80平方公里），其中陸地面積為43.31平方公里，由於港口的地理位置擁有易北河分支的優勢，漢堡港成為了倉儲和轉運設施的理想位置。

## 歷史

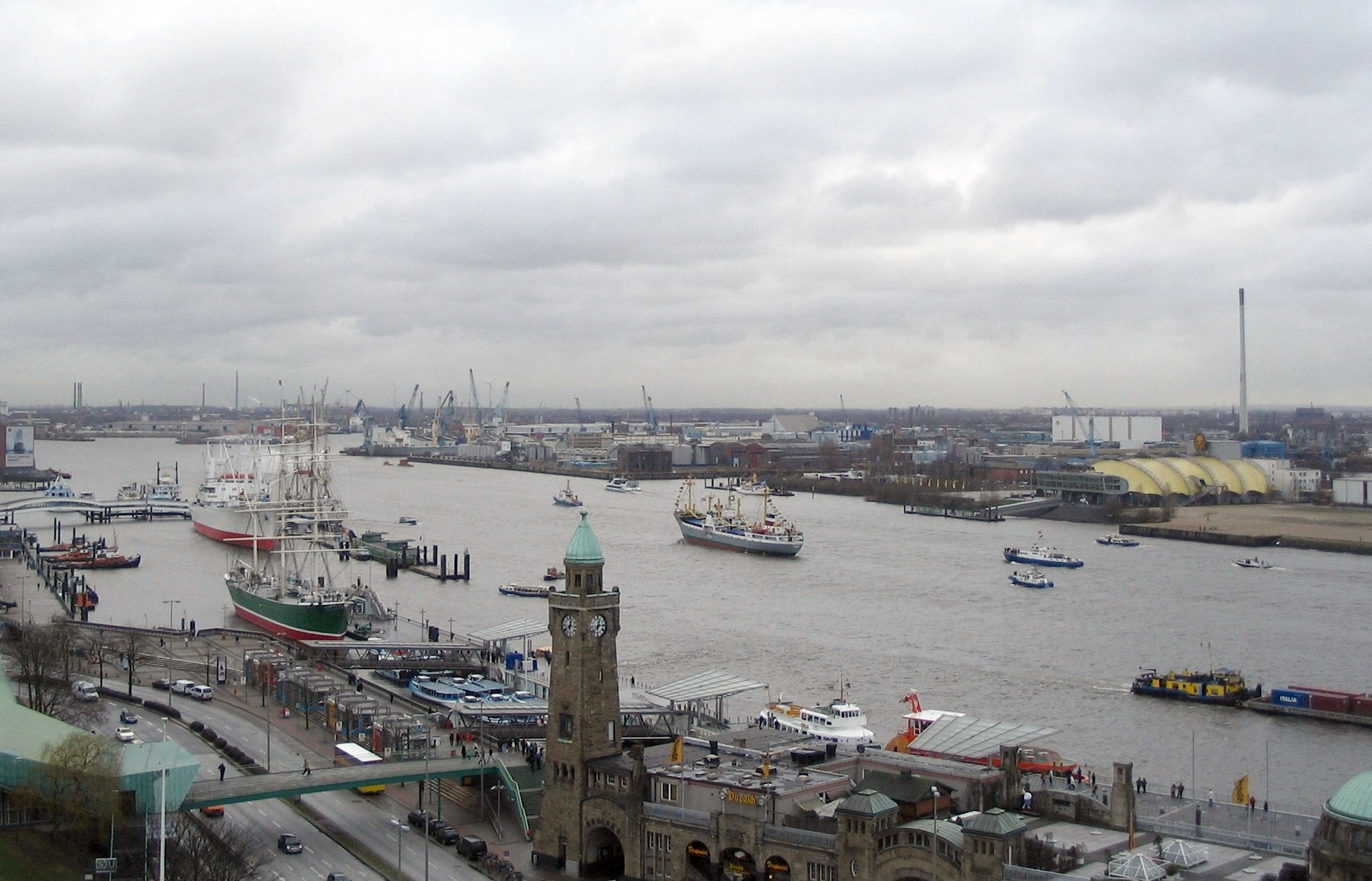
漢堡港

漢堡港的歷史幾乎和漢堡一樣古老。1189年5月7日，由神聖羅馬帝國皇帝腓特烈一世開港，漢堡之所以能夠快速發展成為一個富裕而自豪的資產階級城市，也是因為幾個世紀以來，漢堡港的戰略位置一直是中歐的主要運輸港口的原因所導致。
2023年5月10日，德国联邦政府批准中远集团入股汉堡港，参股股份最高为24.99%。

## 功能
漢堡港是歐洲最大的港口之一，亦是許多油輪的主要目的地。該港口也是造船廠負責設計、製造和修復遊艇和油輪的主要場址。漢堡港共有三個油輪客運碼頭，分別是漢堡油輪中心－港口城、漢堡油輪中心－阿爾托納和漢堡油輪中心－漢堡中區。

## 文化

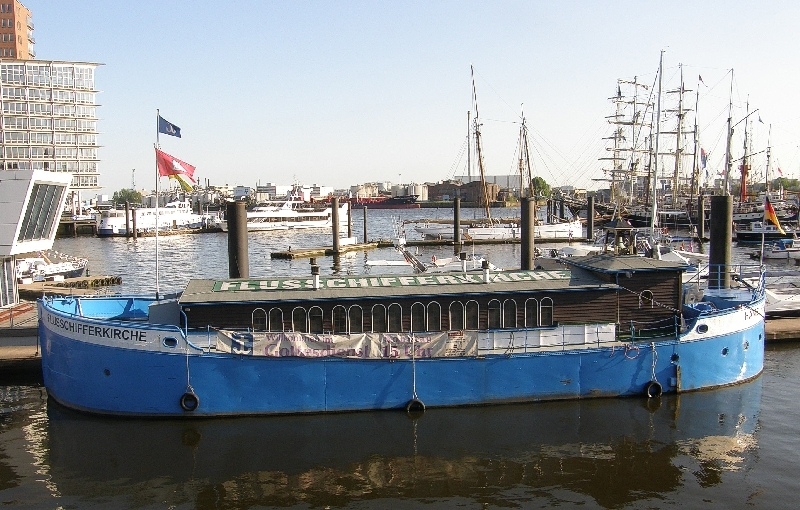
漢堡港的浮船教堂－Flussschifferkirche

漢堡港也是工業和物流中心，更是德國最大的景點之一。港口停泊著各種博物館船，附近還有歌劇院、酒吧、餐館和酒店，甚至還有浮船教堂。
另外自1952年起，漢堡港會在船隻進港時，在易北河航道演奏該船籍國歌以表示歡迎，至今已有66年的歷史，許多民眾和觀光客會在鄰近港口的「歡迎海角」聆聽和解說。